# كأس روسيا البيضاء 2013–14
كأس روسيا البيضاء 2013–14 (بالروسية: Кубок Белоруссии по футболу 2013/2014)‏ هو الموسم 23 من كأس روسيا البيضاء. أقيم خلال الفترة 29 مايو 2013 وحتى 3 مايو 2014، وأشرف على تنظيمه اتحاد روسيا البيضاء لكرة القدم، وكان عدد الأندية المشاركة فيه 45، وفاز فيه شاختيور سوليجورسك.